# Беловище (община Йегуновце)
 Тази статия е за тетовското село.  За гостиварското вижте Беловище (община Гостивар).  
Беловище или Беловища (изписване до 1945 Бѣловище/Бѣловища, на македонска литературна норма: Беловиште; на албански: Bellovishta) е село в Северна Македония, в община Йегуновце.

## География
Селото е разположено в областта Долни Полог в югоизточните поли на Шар планина под връх Люботрън.

## История

### Етимология
Според академик Иван Дуриданов името е от първоначалното *Бѣловишти, патроним на -ишти < -itji от фамилното име Белов, който идва от личното Бело, като съответства на сръбското селищно име Bjelovići в Босна, чешкото Bělovice, полското Bielowice.

### Античност и Средновековие
Северозападно над селото е късноантичната и средновековна крепост Градище.

### В Османската империя
В османски данъчни регистри на немюсюлманското население от вилаета Калканделен от 1626-1627 година Беловище е отбелязано като село с 47 джизие ханета (домакинства).
В края на XIX век Беловище е българско село в Тетовска каза на Османската империя. Андрей Стоянов, учителствал в Тетово от 1886 до 1894 година, пише за селото:
| „ | Бѣлавище. – има 80 кѫщи, 1 църква и едно училище, а понеже отъ тука минава пѫтя за Прищина, то селото има и единъ ханъ и ковачница. Въ околностьта на Бѣловище има 2 църковища. Бѣловищани правятъ ордия и колятъ курбанъ на зимний св. Атанасъ. | “ |

Според статистиката на Васил Кънчов („Македония. Етнография и статистика“) в 1900 година Бѣловище има 550 жители българи християни.
Според патриаршеския митрополит Фирмилиан в 1902 година в селото има 120 сръбски патриаршистки къщи. По данни на секретаря на Българската екзархия Димитър Мишев („La Macédoine et sa Population Chrétienne“) в 1905 година всичките 600 християнски жители на Беловища са българи патриаршисти сърбомани и в селото функционира сръбско училище.
При избухването на Балканската война трима души от Беловище са доброволци в Македоно-одринското опълчение.

### В Сърбия, Югославия и Северна Македония
След Междусъюзническата война в 1913 година селото попада в Сърбия.
Според Афанасий Селишчев в 1929 година Беловище е село във Вратнишка община и има 102 къщи с 960 жители българи.
Според преброяването от 2002 година Беловище има 311 жители.
| Националност | Всичко |
| македонци    | 303    |
| албанци      | 1      |
| турци        | 0      |
| роми         | 0      |
| власи        | 0      |
| сърби        | 7      |
| бошняци      | 0      |
| други        | 0      |

## Личности
Родени в Беловище
- Тоде Якимов, български революционер от ВМОРО, четник на Георги Тодоров[11]